# Universidade de São Paulo em Ribeirão Preto

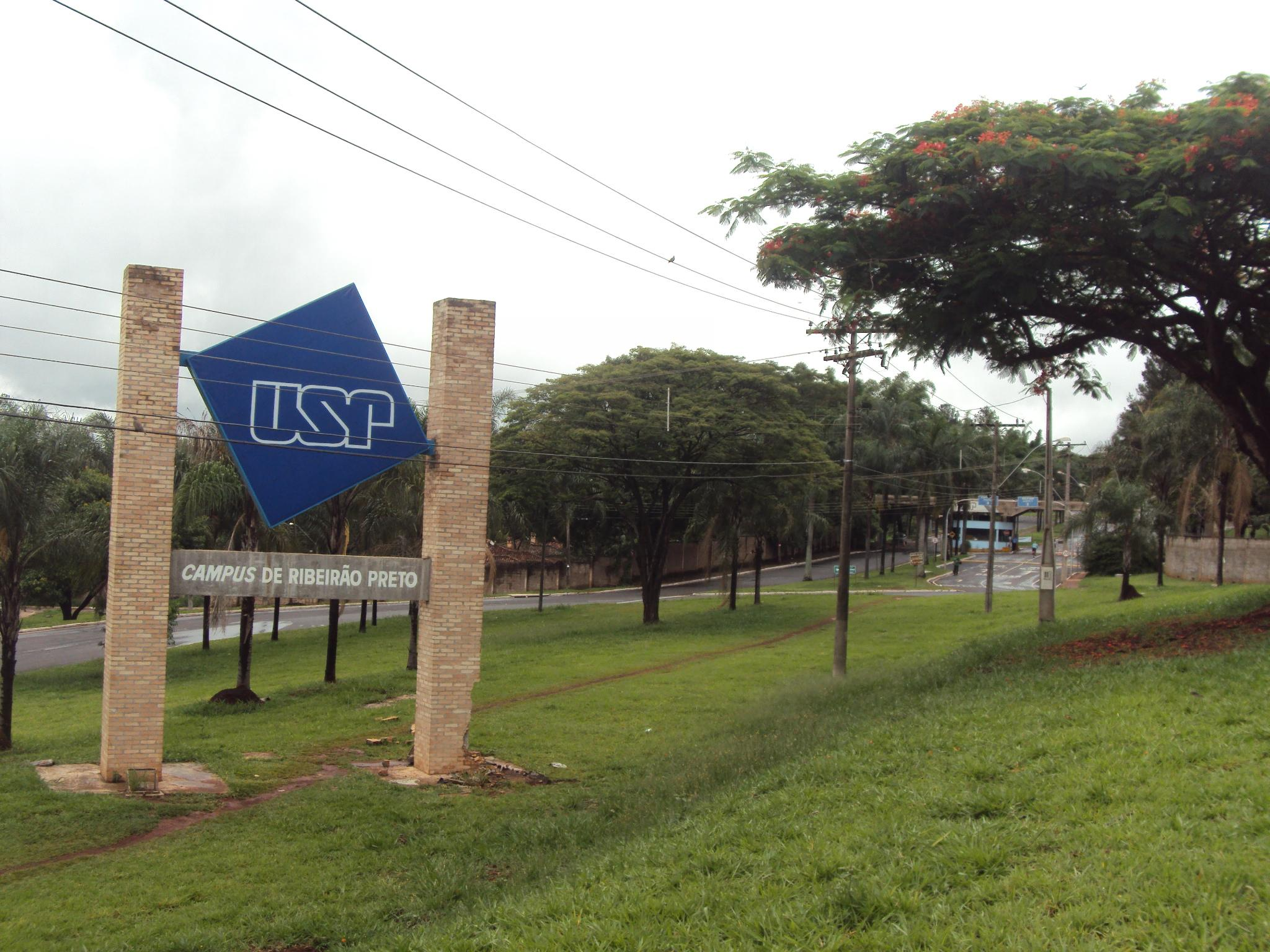
A entrada do campus da USP em Ribeirão Preto.

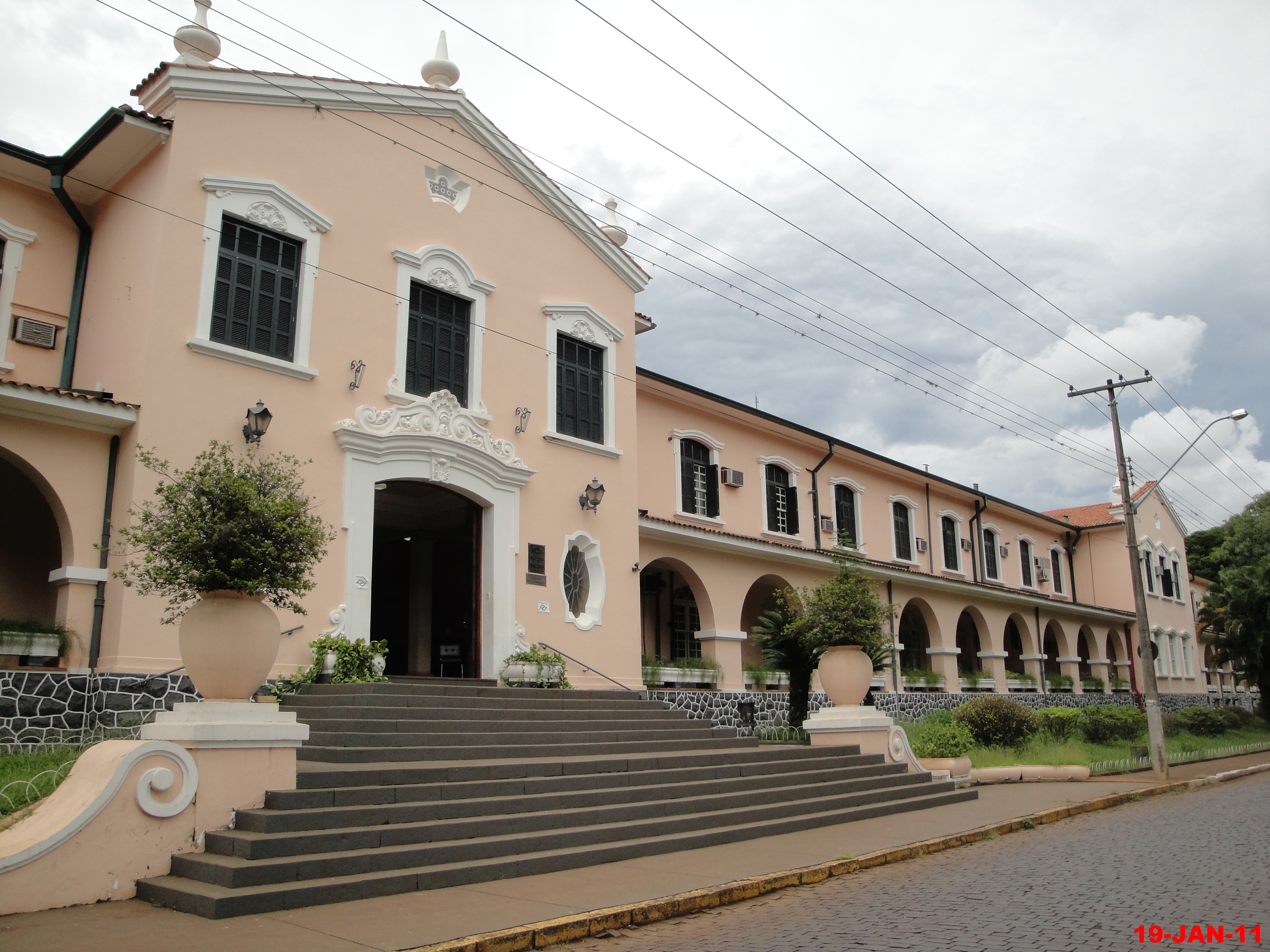
Faculdade de Medicina de Ribeirão Preto.

O Campus USP de Ribeirão Preto é um dos sete campi da Universidade de São Paulo distribuídos pelo interior e capital paulista. No campus de Ribeirão Preto localizam-se oito unidades de ensino, pesquisa e extensão da Universidade de São Paulo. Além disso, possui um polo regional do Instituto de Estudos Avançados da USP e abriga o Hospital das Clínicas da Faculdade de Medicina de Ribeirão Preto da USP.
Seguindo o padrão de organização dos campi da USP, o campus conta com o Conselho Gestor do Campus de Ribeirão Preto e a Prefeitura do Campus USP de Ribeirão Preto (PUSP-RP).  A PUSP-RP é responsável pelo planejamento, gestão dos espaços comuns e infraestrutura do campus. 

## História
O campus da USP em Ribeirão Preto teve origem na década de 1940, o governo desapropriou a fazenda onde fica o campus para "fins educacionais". Assim como aconteceu no campus da USP em Pirassununga, o interventor Fernando Costa criou em Ribeirão Preto uma Escola Prática de Agricultura. Em janeiro de 1942 foi lançada a pedra fundamental da escola, dando início à construção dos prédios, como o Prédio Central da Faculdade de Medicina. Desativada no final dos anos 1940, a escola acabou ocupada pela Faculdade de Medicina, que foi criada em 1948 e começou a funcionar em 1952.

## Unidades de ensino, pesquisa e extensão
- Escola de Educação Física e Esporte de Ribeirão Preto (EEFERP-USP)
- Escola de Enfermagem de Ribeirão Preto (EERP-USP)
- Faculdade de Ciências Farmacêuticas de Ribeirão Preto (FCFRP-USP)
- Faculdade de Direito de Ribeirão Preto (FDRP-USP)
- Faculdade de Filosofia, Ciências e Letras de Ribeirão Preto (FFCLRP-USP)
- Faculdade de Economia, Administração e Contabilidade de Ribeirão Preto (FEARP-USP)
- Faculdade de Medicina de Ribeirão Preto (FMRP-USP)
- Faculdade de Odontologia de Ribeirão Preto (FORP-USP)
- Polo de Ribeirão Preto do Insituto de Estudos Avançados (IEA-RP/USP)

## Entidades e Organizações Estudantis
O Campus de Ribeirão Preto apresenta uma forte presença de entidades estudantis, exclusivas ou não a faculdades e cursos específicos. Em relação ás organizações que permitem a presença de qualquer estudante do campus, temos:
- Gaming Club
- iTeam USP-RP
- Insertus Business Club
- Enactus
- Núcleo de Empreendedores
- Nexos Gestão Pública
- Centro de Voluntariado Universitário
- Liga de Estudos de Gênero e Sexualidade
- Coletivo Negro
- Neuron DSAI
- Projeto Extensão Solidária
- Fire Flyers Cheerleading

### Neuron DSAI
A Neuron - Data Science and Artificial Intelligence  ou Neuron DSAI é uma entidade criada por estudantes da USP Ribeirão Preto no início do ano de 2018, e tem seu nome em homenagem aos neurônios artificiais utilizados na ciência de dados. 
Com o objetivo de transformar o Brasil em um país competitivo e capaz de atuar nas áreas de Ciências de Dados e Inteligência Artificial, suas atividades vão desde treinamentos em programação, Machine Learning, Data Science, Análise de Dados até serviços de consultoria com a formulação e aplicação de modelos preditivos para aprimoramento nas tomadas de decisão.
O grupo conta com pessoas de diferentes áreas/interesses como membros voluntários, dentro e fora da Universidade de São Paulo, permitindo uma grande troca experiências, e frequentemente desenvolve eventos em parceria com organizações do campus, como Data Science AGRO e o Papo DEV.

#### Data Girls
A extensão do grupo Neuron, criada em 2019, é uma organização para empoderamento de mulheres na área de Data Science e Inteligência Artificial, fortalecendo uma comunidade ativa a partir de mulheres voluntárias de todo o país.